# Behörighet till gymnasieskola
Gymnasiebehörighet innebär att elever för att söka till gymnasiet först och främst måste uppfylla grundkravet på godkänt betyg från grundskolan i de tre kärnämnena. Dessa ämnen är svenska, engelska och matematik.

## Statistik på behörighet
SCB: statistik på andel behöriga till gymnasiet fördelat efter födelseregion. Notera att vertikal axel börjar på 55%.